# 法布拉天文台

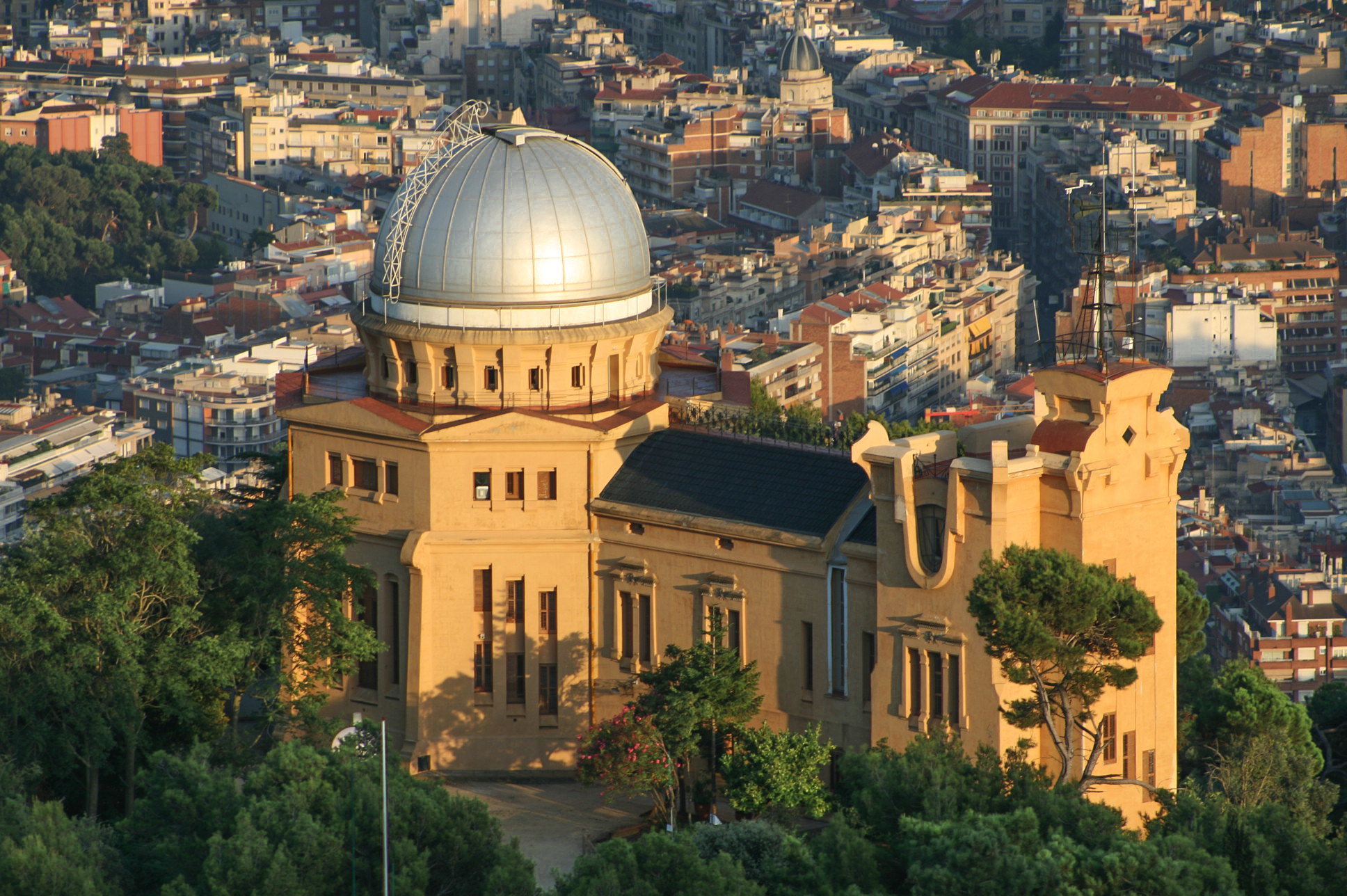
法布拉天文台

法布拉天文台是西班牙加泰羅尼亞城市巴塞羅那的一座天文台，位於巴塞羅那市南郊，海拔高度415米。法布拉天文台創建於1904年，屬於巴塞隆納皇家科學和藝術學會。法布拉天文台是世界仍在現役使用的天文台中歷史第四古老的天文台。

## 外部連結
- Fabra Observatory （页面存档备份，存于）
- Official website of Fabra Observatory
- Official website of the robotic Fabra-Montsec Observatory where the Baker-Nunn camera will be installed
- Obsfabra Asteroid （页面存档备份，存于）